# 미국 태평양 함대
미국 태평양 함대(United States Pacific Fleet (USPACFLT))는 하와이주 진주만 해군기지에 본부를 두고 있는 미국 인도-태평양 사령부 예하 해군의 구성사령부이다. 옛 대서양 함대인 미국 함대전력사령부와 함께 미국의 양양(兩洋) 명칭함대이다.

## 역사

### 기원
부대는 아메리카 대륙 해역과 하와이 주변의 상선 항로를 보호하기 위해 1821년 창설된 태평양 전대에 기원을 두고 있다. 태평양 전대는 1907년에 아시아 전대와 합쳐져 태평양 함대가 창설되었고, 아시아 전대와 태평양 전대는 제1, 2전대로 개편되었다. 3년 뒤, 아시아 전대는 1910년에 편제에서 분리되어 미국 아시아 함대가 되었다. 태평양 함대는 1922년 12월 6일, 대서양 함대와 합쳐져 미국 함대가 되었다. 시간이 지나, 1941년 2월 1일, 미국 함대로부터 아시아 함대, 태평양 함대, 대서양 함대가 개별 부대로 분리되었다. RADM 허스밴드 E. 킴멜이 미국 함대사령관(CINCUS)이자 태평양 함대사령관(CINCPAC)으로 임명되었는데, 10개월 뒤, 일본의 기습적인 진주만 공격으로 태평양 함대는 많은 피해를 입었고, 해군작전부장은 허스밴드 E. 킴멜 제독에게 경계소홀에 따른 기습에 의한 피해에 대해 책임을 물어 그를 해임하였다.

### 1945년 이후
미국 태평양 함대는 매직 카펫 작전에서 아시아-태평양 전구에 참전하였던 미국 장병들을 미국 본토로 귀환할 수 있도록 그들을 승선하였다.
1971년부터 환태평양 합동 연습(RIMPAC)을 시작하였다.

## 프로그램

### 훈련
- 용감한 방패 훈련, 2년 주기, 2006년 ~ 현재;
- 환태평양 합동 연습(RIMPAC), 2년 주기, 1971년 ~ 현재; 주관, 관리, 통제
- 협력항해신속대응훈련(CARAT), 1995년 ~ 현재;

### 작전
- 퍼시픽 파트너십(Pacific Partnership), 2004년 ~ 현재

## 조직

### 지휘부
- 사령관 : VADM 존 C. 아킬리노
- 부사령관 : RADM 매튜 카터
- 함대원사 : James Honea
- 참모국장/집행국장 : 토드 스카퍼 (Mr. Todd Schafer)

### 부대
- 서수함대
  - 제3함대
  - 제7함대
- 유형별 사령부(TYCOM)
  - 태평양 해군 항공군 (COMNAVAIRPAC)
  - 태평양 수상함군 (COMSURFPAC)
  - 태평양 잠수함군 (COMSUBPAC)
  - 태평양 해군원정전투사령부 (NECC, Pacific)
- 지역 해안사령부
  - 주한 미국 해군 (CNFK)
  - 주일 미국 해군 (CNFJ)
  - 마리아나 해군 합동지역대
  - 서태평양 군수단
  - 하와이 해군 지역대

## 기록

### 소속
- 미국 함대, 1941년 2월 1일
- 미국 태평양 사령부, 1947년 1월 1일
- 미국 인도-태평양 사령부, 2018년 5월 30일

### 참전
- 태평양 전쟁
  - 진주만 공격
- 6.25 전쟁
- 베트남 전쟁

## 같이 보기
- 미국 함대전력사령부/미국 대서양 함대
- 러시아 태평양 함대
- 영국 태평양 함대

## 참고
- “Command History” (영어). United States Pacific Fleet Public Affairs Office. 2016년 1월 25일.
- “United States Pacific Fleet”. 《globalsecurity.org》 (영어). 2023년 6월 19일에 확인함.